# ID; Peace B
ID; Peace B è il primo album in studio della cantante sudcoreana BoA, pubblicato nel 2000.

## Tracce
1. ID; Peace B 3:58
2. Come to Me - 3:35
3. 체념 (Heart-off) - 3:53
4. 사라 (Sara) - 3:53
5. 비밀일기 (I'm Sorry) - 4:52
6. 안돼, 난 안돼 (No Way) - 3:36
7. 차마 (Every Breath You Take) - 5:01
8. Whatever - 3:36
9. I'm Your Lady Tonight - 3:09
10. 어린 연인 (Young Lovers) - 4:25
11. 이별준비 (Letting You Go) - 4:02
12. 먼 훗날 우리 (Someday Somewhere) - 3:59